# Zugumstellung
Als Zugumstellung (engl. transposition) bezeichnet man im Schach das Erreichen derselben Stellung (inkl. Rochade-, Zug- und en passant-Rechten) über verschiedene Zugfolgen. Besonders häufig – aber nicht ausschließlich – kommen Zugumstellungen in der Eröffnung vor. Ein einfaches Beispiel ist Folgendes:
Das Königsgambit beginnt mit der Zugfolge 1. e4 e5 2. f4. Froms Gambit hingegen beginnt mit 1. f4 e5. Wenn eine Partie mit Froms Gambit eröffnet wird, hat Weiß die Möglichkeit, durch 2. e4 das Königsgambit "durch Zugumstellung" zu spielen.
Im Profischach, wo Eröffnungsvorbereitung eine große Rolle spielt, sind Zugumstellungen ein wichtiges Mittel, um bestimmte Varianten zu vermeiden und den Gegner auf unbekanntes Terrain zu locken.

## Beispiel: Übergang in eine andere Eröffnung
|   | a | b | c | d | e | f | g | h |   |
| 8 |   |   |   |   |   |   |   |   | 8 |
| 7 |   |   |   |   |   |   |   |   | 7 |
| 6 |   |   |   |   |   |   |   |   | 6 |
| 5 |   |   |   |   |   |   |   |   | 5 |
| 4 |   |   |   |   |   |   |   |   | 4 |
| 3 |   |   |   |   |   |   |   |   | 3 |
| 2 |   |   |   |   |   |   |   |   | 2 |
| 1 |   |   |   |   |   |   |   |   | 1 |
|   | a | b | c | d | e | f | g | h |   |

Stellung nach 6. … c6–c5 (Caro-Kann) bzw. 5. … c7-c5 (Französisch)
Die Partie Josef Halbritter – GM Lechtýnský (Oberliga Bayern 2001) wurde scheinbar mit der Caro-Kann-Verteidigung eröffnet:
```
 1. e2–e4  c7–c6
 2. d2–d4  d7–d5
 3. f2–f3  e7–e6
 4. Sb1–c3 Sg8–f6
 5. e4–e5  Sf6–d7
 6. f3–f4  c6–c5
```

Diese Stellung ist gleichzeitig eine oft gespielte Variante des Klassischen Systems der Französischen Verteidigung:
```
 1. e2–e4  e7–e6
 2. d2–d4  d7–d5
 3. Sb1–c3 Sg8–f6
 4. e4–e5  Sf6–d7
 5. f2–f4  c7–c5
```

In der Caro-Kann-Variante gelangt der weiße Bauer über f3 nach f4, der schwarze Bauer über c6 nach c5. In der Französisch-Variante gehen die Bauern direkt nach f4 und c5. Dadurch wird diese Stellung einen Zug früher erreicht.